# Port lotniczy Natitingou
Port lotniczy Natitingou – port lotniczy zlokalizowany w benińskim mieście Natitingou.